# Districten van San Sebastian
De Spaanse gemeente San Sebastian in de autonome gemeenschap Baskenland is ingedeeld in 17 districten van San Sebastian, waarvan hieronder een overzicht. 
| Naam               | Locatie | Bevolking | Wijken                                                            |
| ------------------ | ------- | --------- | ----------------------------------------------------------------- |
| Aiete              |         | 14.374    |                                                                   |
| Altza              |         | 20.451    | Herrera                                                           |
| Amara Berri        |         | 30.499    | Amara, Riberas de Loiola                                          |
| Antiguo            |         | 14.547    |                                                                   |
| Ategorrieta-Ulia   |         | 4.062     |                                                                   |
| Añorga             |         | 2.278     |                                                                   |
| Centro             |         | 21.975    | Parte Zaharra, Ensanche de Cortázar, Amara, Miraconcha, San Roque |
| Egia               |         | 14.968    | Atotxa, Mundaitz, Iruresero                                       |
| Gros               |         | 18.427    |                                                                   |
| Ibaeta             |         | 9.940     |                                                                   |
| Igeldo             |         | 1.072     |                                                                   |
| Intxaurrondo       |         | 15.558    |                                                                   |
| Loiola             |         | 5.727     | Txomin Enea                                                       |
| Martutene          |         | 2.712     |                                                                   |
| Miracruz-Bidebieta |         | 8.995     |                                                                   |
| Miramón-Zorroaga   |         | 2.269     |                                                                   |
| Zubieta            |         | 284       |                                                                   |